# Джауї Сіссе
Джауї́ Сіссе́ (фр. Djaoui Cissé; нар. 31 січня 2004) — французький футболіст, півзахисник клубу «Ренн».

## Клубна кар'єра
Виступав за юнацьку команду «Гріньї», а 2019 року приєднався до академії «Ренна». 28 серпня 2021 року дебютував за резервну команду в матчі Насьйоналя 3 проти «Трегенка». 4 вересня 2021 року в поєдинку Насьйоналя 3 проти «Дінан-Леон» забив свій перший гол у кар'єрі.
2 лютого 2024 року підписав з клубом свій перший професіональний контракт. 10 лютого 2024 року дебютував в основному складі «Ренна» в матчі Ліги 1 проти «Клермона», вийшовши на заміну Аміну Гуїрі.
2 березня 2025 року в поєдинку Ліги 1 проти «Монпельє» забив свій перший гол у професіональній кар'єрі. 1 квітня 2025 року продовжив контракт з «Ренном» до літа 2029 року.

## Кар'єра в збірній
Народився у Франції та має малійське походження. В червні 2025 року потрапив в заявку збірної до 21 року на молодіжний чемпіонат Європи в Словаччині. 4 червня 2025 року в поєдинку з Узбекистаном дебютував за молодіжну збірну Франції. На турнірі провів чотири матчі, відзначившись дублем проти збірної Польщі та голом проти збірної Данії, а його команда дійшла до півфіналу, де поступилась німцям.

## Статистика виступів
Станом на 17 травня 2025
| Клуб              | Сезон             | Чемпіонат         | Чемпіонат | Чемпіонат | Кубок | Кубок | Єврокубки | Єврокубки | Інші  | Інші | Всього | Всього |
| Клуб              | Сезон             | Дивізіон          | Матчі     | Голи      | Матчі | Голи  | Матчі     | Голи      | Матчі | Голи | Матчі  | Голи   |
| ----------------- | ----------------- | ----------------- | --------- | --------- | ----- | ----- | --------- | --------- | ----- | ---- | ------ | ------ |
| Ренн Б            | 2021–22           | Насьйональ 3      | 18        | 4         | —     | —     | —         | —         | —     | —    | 18     | 4      |
| Ренн Б            | 2022–23           | Насьйональ 2      | 23        | 1         | —     | —     | —         | —         | —     | —    | 23     | 1      |
| Ренн Б            | 2023–24           | Насьйональ 3      | 16        | 4         | —     | —     | —         | —         | —     | —    | 16     | 4      |
| Ренн Б            | 2024–25           | Насьйональ 3      | 8         | 0         | —     | —     | —         | —         | —     | —    | 8      | 0      |
| Ренн Б            | Всього            | Всього            | 65        | 9         | 0     | 0     | 0         | 0         | 0     | 0    | 65     | 9      |
| Ренн              | 2023–24           | Ліга 1            | 2         | 0         | 0     | 0     | 0         | 0         | —     | —    | 2      | 0      |
| Ренн              | 2024–25           | Ліга 1            | 14        | 1         | 0     | 0     | —         | —         | —     | —    | 14     | 1      |
| Ренн              | 2025–26           | Ліга 1            | 0         | 0         | 0     | 0     | —         | —         | —     | —    | 0      | 0      |
| Ренн              | Всього            | Всього            | 16        | 1         | 0     | 0     | 0         | 0         | 0     | 0    | 16     | 1      |
| Всього за кар'єру | Всього за кар'єру | Всього за кар'єру | 81        | 10        | 0     | 0     | 0         | 0         | 0     | 0    | 81     | 10     |